# Corbenic
Corbenic (o Corbin o Carbonek) è, nel ciclo arturiano, il castello in cui era custodito il Santo Graal. Il suo signore è Pelles, il Re Pescatore (o Re Ferito), ed è anche il luogo della nascita di Galahad, il cavaliere più nobile del mondo.
Di Corbenic parlano il ciclo del Lancillotto in prosa (XIII sec.), Le Morte d'Arthur (XV sec.) e le opere derivate. Nel poema incompiuto Perceval o il racconto del Graal (XII sec.) di Chrétien de Troyes, l'opera più antica che tratta della ricerca del Santo Graal, del luogo dove esso viene custodito non è detto il nome ed è descritto diversamente da come faranno gli autori successivi. Nel Parzival (prima metà del XIII sec.) di Wolfram von Eschenbach, che si ispirò all'opera di Chrétien de Troyes, il castello del Graal è chiamato Munsalväsche (derivato da Monsalvat, che la tradizione medievale associa al Montserrat, una montagna della Catalogna). I testi suddetti non specificano chiaramente quale sia la regione in cui Corbenic era situato.
Corbenic è comunemente descritto come un "luogo di meraviglie", in cui si trovano tipici temi della letteratura epico-cavalleresca: una nobile fanciulla prigioniera di una strega, che la immerge ogni giorno in un calderone bollente senza però ucciderla, un drago sputafuoco, una stanza in cui gli incauti ospiti vengono bersagliati da frecce sparate dalle pareti. Il castello domina su una città e un ponte, che è occupato da un cavaliere di nome Bromell. Vi si può arrivare anche per mare (come fa Sir Lancillotto in Le Morte d'Arthur), ma l'approdo è sorvegliato da una coppia di leoni, ciascuno tenuto da un nano (il Lancillotto in prosa parla invece di una mano fiammeggiante).